# Степное (Сокулукский район)
Степное (кирг. Степное) — село в Сокулукском районе Чуйской области Кыргызстана. Входит в состав Нижнечуйского айылного аймака.

## География
Село расположено в северной части области, на левом берегу реки Чу, вблизи государственной границы с Казахстаном, на расстоянии приблизительно 34 километров (по прямой) к северо-востоку от села Сокулук, административного центра района. Абсолютная высота — 568 метров над уровнем моря.

## Население
Согласно оценочным данным Национального статистического комитета Кыргызской Республики, численность населения села на начало 2023 года составляла 214 человек.
| год     | 2009 | 2014 | 2015 | 2020 | 2021 | 2023 |
| ------- | ---- | ---- | ---- | ---- | ---- | ---- |
| человек | 200  | 172  | 173  | 196  | 199  | 214  |